# Wiener-Chintschin-Theorem
Das Wiener-Chintschin-Theorem (auch Wiener-Chintchin-Kriterium oder Chintschin-Kolmogorow-Theorem, nach Alexander Chintschin, Norbert Wiener und Andrei Nikolajewitsch Kolmogorow) ist ein Satz in der Stochastik und Signalverarbeitung. Er besagt, dass die spektrale Leistungsdichte eines stationären Zufallsprozesses die Fourier-Transformierte der korrespondierenden Autokorrelationsfunktion ist.
Der Satz gilt auch trivialerweise, d. h. durch Einsetzen der Fourier-Transformierten, die in diesem Fall anders als bei Zufallsprozess-Signalen existieren, für die stetigen Funktionen periodischer Signale, und kann somit auf ein durch Rauschen gestörtes periodisches Signal angewandt werden. 

## Formulierung in der Signalverarbeitung
Für zeitkontinuierliche Signale hat das Theorem die Gestalt ({\displaystyle \mathrm {j} } steht für die imaginäre Einheit, {\displaystyle f} für die Frequenz):
{\displaystyle S_{xx}(f)=\int _{-\infty }^{\infty }r_{xx}(\tau )\mathrm {e} ^{-\mathrm {j} 2\pi f\tau }d\tau }
mit der Autokorrelationsfunktion: 
{\displaystyle r_{xx}(\tau )=E\left(x(t)\cdot x^{*}(t+\tau )\right)=\lim _{T_{F}\to \infty }{\frac {1}{T_{F}}}\int _{-T_{F}/2}^{T_{F}/2}x^{*}(t)\cdot x(t+\tau )dt}
Dabei ist {\displaystyle E} der Erwartungswert des Produktes {\displaystyle x(t)\cdot x^{*}(t+\tau )}.
Die spektrale Leistungsdichte {\displaystyle \,S_{xx}(f)} der Funktion {\displaystyle \,x(t)} ist außerdem bei Existenz der Fourier-Transformierten {\displaystyle {\hat {x}}(f)} des Signals {\displaystyle x(t)} definiert als:
{\displaystyle S_{xx}(f)={\left|{\hat {x}}(f)\right|}^{2}}
Für „Rauschsignale“ existiert die Fourier-Transformierte {\displaystyle {\hat {x}}(f)} allerdings im Allgemeinen nicht. Der Name spektrale Leistungsdichte (PSD, Power Spectral Density) kommt daher, dass das Signal {\displaystyle x(t)} häufig eine Spannung ist und die Autokorrelationsfunktion dann eine Energie liefert. „Spektrale Dichte“ besagt, dass die Leistung als Funktion der Frequenz pro Frequenzintervall angegeben wird. Die PSD erlaubt Aussagen über das Vorliegen von Periodizitäten in verrauschten Signalen. Nach dem Wiener-Chintchin-Theorem kann die PSD aus der Autokorrelationsfunktion gewonnen werden. Für die Detektion periodischer Signale im Rauschhintergrund wurde die Autokorrelationsfunktion allerdings schon früher angewandt, z. B. von George Udny Yule in den 1920er Jahren.
Umgekehrt ergibt sich auch die Autokorrelationsfunktion als Fourier-Rücktransformierte der spektralen Leistungsdichte:
{\displaystyle r_{xx}(\tau )=\int _{-\infty }^{\infty }S_{xx}(f)\mathrm {e} ^{\mathrm {j} 2\pi f\tau }df}
Bemerkung: bei Formulierung mit der Kreisfrequenz {\displaystyle \,\omega =2\pi f} lauten die entsprechenden Formeln:
{\displaystyle S_{xx}(\omega )=\int _{-\infty }^{+\infty }r_{xx}(\tau )\mathrm {e} ^{-\mathrm {j} \omega \tau }d\tau }
{\displaystyle r_{xx}(\tau )={\frac {1}{2\pi }}\int _{-\infty }^{+\infty }S_{xx}(\omega )\mathrm {e} ^{\mathrm {j} \omega \tau }d\omega }
Das ist die eigentlich übliche Form der Fourier-Transformation, hier wird wie in der Signaltheorie eine Formulierung ohne Kreisfrequenz gewählt (siehe Fourier-Transformation).
Berechnungen im Frequenzraum sind über dieses Theorem gegen solche im Zeitraum austauschbar, ähnlich wie bei dem Lp-Ergodensatz und dem  individuellen Ergodensatz bzw. der Ergodenhypothese, die bei typischen Systemen der statistischen Mechanik die Vertauschbarkeit von Zeit- und Ensemblemittel aussagt.
Im Falle zeitdiskreter Signale (einer Zeitreihe mit N Termen) hat das Wiener-Chintschin-Theorem eine ähnliche Form:
{\displaystyle S_{xx}(f)=\sum _{k=-\infty }^{\infty }r_{xx}(k)\mathrm {e} ^{-\mathrm {j} 2\pi kf}}
Die Summe wird dabei in Anwendungen auf endlich viele ({\displaystyle p<N}) Terme begrenzt. 
Weiterhin ist {\displaystyle r_{xx}(k)=E\left(x^{*}(n)x(n-k)\right)={\frac {1}{N}}\sum _{n}^{N}x^{*}(n)x(n-k)} die Autokorrelationsfunktion und {\displaystyle \,S_{xx}(f)} das Leistungsdichtespektrum von {\displaystyle \,x(n)}.

## Mathematische Formulierung
{\displaystyle \phi (u)} ist die charakteristische Funktion einer Wahrscheinlichkeitsverteilung mit Dichtefunktion {\displaystyle f} genau dann, falls es eine Funktion {\displaystyle x(t)} gibt mit 
{\displaystyle {\Vert x\Vert }^{2}=\int _{-\infty }^{\infty }x(t)x^{*}(t)dt=1},
so dass
{\displaystyle \phi (u)=\int _{-\infty }^{\infty }x(t)x^{*}(t+u)dt}
Die Wahrscheinlichkeitsverteilung {\displaystyle f} ist dann gegeben durch
{\displaystyle f=|{\hat {x}}|^{2}}
mit der charakteristischen Funktion {\displaystyle {\hat {x}}} von {\displaystyle x}; letztere entspricht bis auf Vorfaktoren der Fourier-Transformation von {\displaystyle x}.
Das Theorem ist ein Spezialfall der Plancherel-Formel (auch Satz von Plancherel genannt).
Oder in der ursprünglichen Formulierung von Chintchin:
{\displaystyle R(u)=\int _{-\infty }^{\infty }x(t)x^{*}(t+u)\,dt}
ist dann und nur dann die Korrelationsfunktion eines reellen stationären Zufallsprozesses {\displaystyle x(t)}, falls 
{\displaystyle R(u)=\int _{-\infty }^{\infty }\cos(ut)\,dF(t)}
mit einer Verteilungsfunktion {\displaystyle F(t)}.

## Anwendung in der Systemanalyse
Das Theorem erlaubt es, lineare zeitinvariante Systeme (LTI-Systeme), wie elektrische Schaltkreise mit linearen Bauelementen, zu untersuchen, wenn deren Ein- und Ausgangssignale nicht quadratintegrabel sind und somit keine Fourier-Transformierten existieren, wie im Fall zufälliger Signale (Rauschen).
Nach der Theorie der LTI-Systeme ist die Fourier-Transformierte der Autokorrelationsfunktion des Ausgangssignals nämlich gleich derjenigen des Eingangssignals multipliziert mit dem Betragsquadrat des Frequenzganges, also der Fourier-Transformierten der Impulsantwort des Systems.
Nach dem Wiener-Chintchin-Theorem ist die Fourier-Transformierte der Autokorrelationsfunktion gleich der spektralen Leistungsdichte, und somit die Leistungsdichte des Ausgangssignals gleich der Leistungsdichte des Eingangssignals, multipliziert mit der Leistungs-Übertragungsfunktion, analog zum Fall periodischer Signale bei LTIs.